# إرنست تورنر (سياسي)
إرنست تورنر (بالإنجليزية: Ernest Turner)‏ هو سياسي أسترالي، ولد في 15 يوليو 1876، وتوفي في 7 ديسمبر 1943. انتخب عضو مجلس نواب تسمانيا.